# Municipio de Smithfield (condado de Monroe)
El municipio de Smithfield  (en inglés: Smithfield Township) es un municipio ubicado en el condado de Monroe en el estado estadounidense de Pensilvania. En el año 2000 tenía una población de 5.672 habitantes y una densidad poblacional de 94,5 personas por km².

## Geografía
El municipio de Smithfield se encuentra ubicado en las coordenadas 41°02′00″N 75°06′59″O / 41.03333, -75.11639.

## Demografía
Según la Oficina del Censo en 2000 los ingresos medios por hogar en la localidad eran de $51,607 y los ingresos medios por familia eran $57,526. Los hombres tenían unos ingresos medios de $40,863 frente a los $28,772 para las mujeres. La renta per cápita para la localidad era de $23,627. Alrededor del 9,0% de la población estaban por debajo del umbral de pobreza.